# Daniel Hauser
Daniel Hauser (ur. w 1930) – szwajcarski zapaśnik walczący w stylu wolnym. Olimpijczyk z Helsinek 1952, gdzie zajął szesnaste miejsce w kategorii do 73 kg.
Czwarty na mistrzostwach świata w 1959 roku.

## Letnie Igrzyska Olimpijskie 1952
| Konkurencja      | Rundy eliminacyjne | Rundy eliminacyjne      | Klas. końcowa |
| Konkurencja      | Przeciwnik I       | Przeciwnik II           | Miejsce       |
| ---------------- | ------------------ | ----------------------- | ------------- |
| 73 kg styl wolny | Per Berlin (SWE) P | Anton Mackowiak (FRG) P | 16.           |